# Bus Stop (musikalbum av The Hollies)
Bus Stop är det fjärde studioalbumet med The Hollies, lanserad i USA av skivbolaget Imperial Records oktober 1966. Albumet släpptes också i Kanada 7 november samma år av Capitol Records. Bus Stop var det sista albumet med The Hollies i USA och Kanada der låtar av Allan Clarke, Tony Hicks och Graham Nash krediteras "L. Randford".

## Låtlista
Sida 1
1. "Bus Stop" (Graham Gouldman) – 2:51
2. "Candy Man" (Fred Neil, Beverly Ross) – 2:28
3. "Baby That's All" (Chester Mann)	– 2:15
4. "I Am a Rock" (Paul Simon) – 2:50
5. "Sweet Little Sixteen" (Chuck Berry)	– 2:22
6. "We're Through" (L. Ransford) – 2:15

Sida 2
1. "Don't Run and Hide" (L. Ransford) – 2:33
2. "Oriental Sadness" (L. Ransford) – 2:37
3. "Mickey's Monkey" (Holland-Dozier-Holland) – 2:30
4. "Little Lover" (Allan Clarke, Graham Nash) – 2:00
5. "You Know He Did" (L. Ransford) – 2:02
6. "What'cha Gonna Do About It?" (Gregory Carroll, Doris Payne)	– 2:17